# Срединная Литва
Среди́нная Литва́ (пол. Litwa Środkowa, бел. Сярэдняя Літва, лит. Vidurinė Lietuva) — частично признанное государство (октябрь 1920 — март 1922) на территориях современной Литвы и Беларуси, занятых в октябре 1920 войсками генерала Люциана Желиговского, с центром в Вильне. Образовалось при негласной поддержке польских властей и де-факто являлось марионеточным государством Польши, которая была единственным государством, признавшим её независимость. Позже вошло в её состав.

## Концепция
Образование Срединной Литвы явилось результатом взаимодействия федералистской концепции Юзефа Пилсудского с военными и политическими реалиями 1918—1920 годов. По мысли Пилсудского, возникшие на обломках Российской, Германской и Австрийской империй Польское, Литовское, Беларуское, Украинское государства должны были образовать федерацию, воспроизводящую Речь Посполитую прежних веков. Однако де-факто в Польше, Литве и соседних странах к концу Первой мировой войны возобладала идея национальной государственности. Но несмотря ни на что, Пилсудский (сам уроженец Виленской губернии) стремился к созданию союзной с Польшей Литовской федерации — в проекте:
- Западной Литвы (Litwa Zachodnia) или Ковенской Литвы (на базе бывшей Ковенской губернии)
- Срединной Литвы (Litwa Środkowa)
- Восточной Литвы (Litwa Wschodnia, со столицей в Новогрудке).

Своего рода модификацией этой идеи явился позднее «план Гиманса» — выдвинутый весной 1921 года бельгийским дипломатом Полем Гимансом план урегулирования польско-литовского конфликта, предусматривающий создание государства, состоящее из двух кантонов с центрами в Вильно и в Ковно. Практически реализована была только Litwa Środkowa.

## Создание Срединной Литвы
После вывода немецких войск на эту территорию пришла Красная армия (Тариба переехала в Каунас), а 1 декабря 1918 г. была провозглашена Литовская ССР и образовано ещё одно литовское правительство — советское, во главе с лидером литовских коммунистов Мицкявичюсом-Капсукасом.
На Новый год с 31 декабря 1918 года на 1 января 1919 года город Вильно был занят польскими отделами Виленской Самообороны и части польской, а польский военный комендант Мокржецкий объявил столицу Советской Литвы «польским городом». Сопротивление оказали вооруженные литовские большевики. 5 января 1919 года город захватили большевики. 19 апреля 1919 года город был захвачен польскими войсками Литовско-Белорусского фронта генерала Станислава Шептыцкого.
Одновременно Польская военная организация (ПОВ, POW, пол. Polska Organizacja Wojskowa) вела подготовку к перевороту в городе Ковно, чтобы свергнуть власть литовской Тарибы. С 28 на 29 августа 1919 года литовские власти провели серию арестов среди участников ПОВ. Вместе с тем, 26 августа 1919 года ПОВ смогла взять под свой контроль город Сейны и южную часть Сувалкского округа.
Во время советско-польской войны в результате контрнаступления Красной армии поляки вынуждены были оставить Вильно и Виленщину.
12 июля 1920 г. Советская Россия заключила договор с Литвой, согласно которому Виленский край передавался литовцам, также Советская Россия и Литва заключили дополнительный протокол о праве прохода советских войск через Виленский край. После поражения Красной армии под Варшавой, польская армия предприняла масштабное наступление. Несмотря на то, что территория Виленского края принадлежала Литве, польская армия, видя в ней присутствие советских войск, начала своё наступление. В августе 1920 года польские войска подошли к городу Вильно. 27 августа отступающие большевики передали город литовцам. Тогда же произошли боевые столкновения поляков с литовскими частями на Сувальщине. В последних числах сентября 1920 года в Сувалках начались польско-литовские переговоры. 7 октября был подписан договор, разграничивающий польскую и литовскую зоны. В соответствии с договором Вильно оказывался на литовской стороне демаркационной линии. Договор должен был вступить в действие 10 октября 1920 года.
По негласному распоряжению Юзефа Пилсудского Л. Желиговский сформировал оперативную военную группировку в 15 393 человек, ядро которой составили части 1-й Литовско-белорусской дивизии (польск. 1 Dywizja Litewsko-Białoruska), и 8 октября якобы самостоятельно двинул её на Вильну, имитируя неподчинение верховному командованию. Действия частей, сформированных из уроженцев Вильны и Виленского края, должны были носить стихийный характер, выражающий волю населения, и выглядеть как возвращение законных хозяев в родной край.

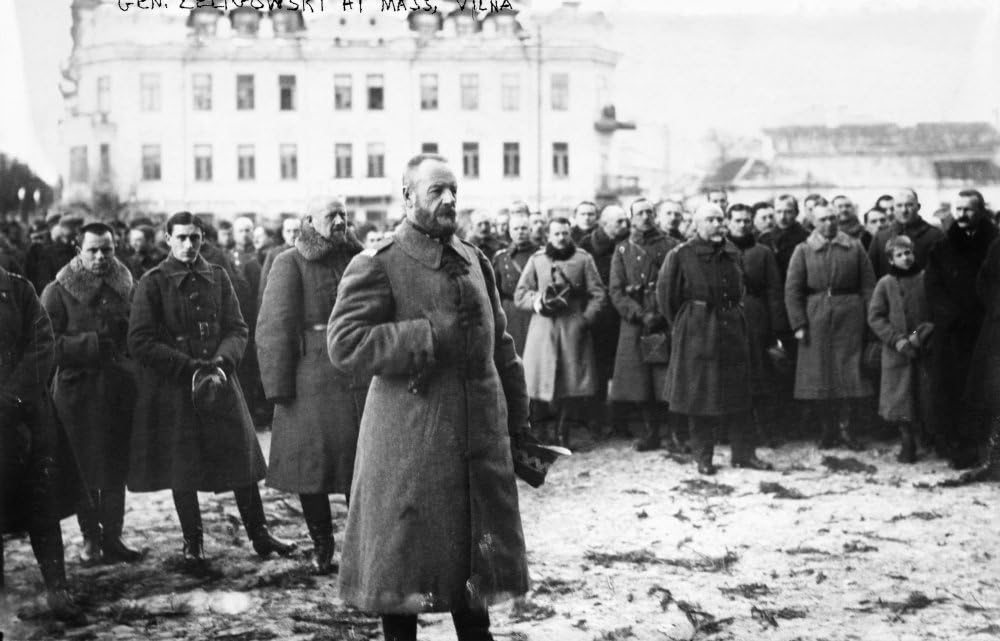
Генерал Желиговский во главе своих солдат (Вильно, 1920)

Расположенные в 50 км от Вильны части заняли город 9 октября. Вечером того же дня генерал Желиговский радиограммой, адресованной правительствам Польши, США, другим государствам и Лиге Наций, известил о том, что солдаты родом из Виленского края отказались подчиняться Верховному главнокомандующему, он принял командование над ними и создана временная исполнительная комиссия. Одновременно было выпущено обращение солдат 1-й Литовско-белорусской дивизии, в котором объявлялось, что пока хотя бы один из них в состоянии держать в руках оружие, могилы предков не захватит «литовец (!), большевик или немец», а «англичанин» не будет решать их судьбу.

Демаркационные линии 1919—1939

Об образовании Срединной Литвы извещали три ноты, высланные 12 октября 1920 года генералом Л. Желиговским правительству Польши в Варшаве, правительству Литвы в Каунасе и государствам Антанты.
Лига Наций потребовала прекращения боевых действий, вмешавшись в момент, когда, по мнению некоторых исследователей[кого?], литовским войскам после удачных боёв под Гедрайчяй (19 ноября) и Ширвинтами (21 ноября) открывалась дорога на Вильну. При посредничестве контрольной комиссии Лиги Наций 29 ноября было заключено перемирие. 17 декабря 1920 года военная контрольная комиссия Лиги Наций обозначила нейтральную полосу в 10 км, разделяющую Литовскую Республику и Срединную Литву.
18 июля 1922 года в Париже странами Антанты де-юре была признана Литовская Республика (с вручением акта литовскому послу Оскару Милошу).
Позднее по настоянию Польши конференция послов Великобритании, Франции, Италии, Японии 15 марта 1923 года приняла решение о ликвидации нейтральной полосы, установив демаркационную линию западнее железной дороги Даугавпилс — Гродно. Литовские власти с этим решением не согласились, но были вынуждены считаться с существованием демаркационной линии, которую власти Польши трактовали как государственную границу.
|  | 18 июня 1919                        |
|  | 27 июля 1919                        |
|  | 7 октября 1920 (Сувалкский договор) |
|  | 3 февраля 1923                      |

## Территория
Срединная Литва была образована на территории бывших Виленской и Гродненской губерний из Ошмянского, Свенцянского, Трокского, Виленского, Браславского и Лидского уездов и занимала площадь около 10 000 км².
Изданный Л. Желиговским декрет № 1 от 12 октября 1920 года устанавливал территорию Срединной Литвы в границах, определённых советско-литовским договором 12 июля 1920 года , и литовско-польской демаркационной линией июня 1920 года. Таким образом, Срединная Литва претендовала на Ширвинты и Высокий Двор (Аукштадварис) на территории Ковенской Литвы и Лиду, Василишки и Браслав, оказавшиеся в составе Польши. На деле территория Срединной Литвы занимала часть земель Ошмянского, Свенцянского, Виленского поветов и трёх гмин Трокского повета, всего 13 014 км².

## Население
Население Срединной Литвы составляло 530 000 человек, по подсчётам некоторых исследователей, в конце 1921 года достигало 647 тысяч. С точки зрения Польши поляки составляли 57 % (ок. 370 тыс.), литовцы — 12,8 %, белорусы — 6 %, евреи — 4 %. До 1917 года 40 % населения территории составляли белорусы.
По другой точке зрения, свыше половины населения края составляли белорусы, в основном римско-католического вероисповедания. Представители других национальностей и этнических групп (русские, татары, караимы, армяне, немцы, латыши) в сумме составляли 6,5 % жителей. В городе Вильно, согласно немецкой переписи 1916 года, проживало 50,2 % поляков, 43,5 % евреев и 2,5 % литовцев.
Постановление Временной правящей комиссии, принятое 3 марта 1922, в качестве равноправных местных языков признало польский, литовский, белорусский и еврейский.

## Управление

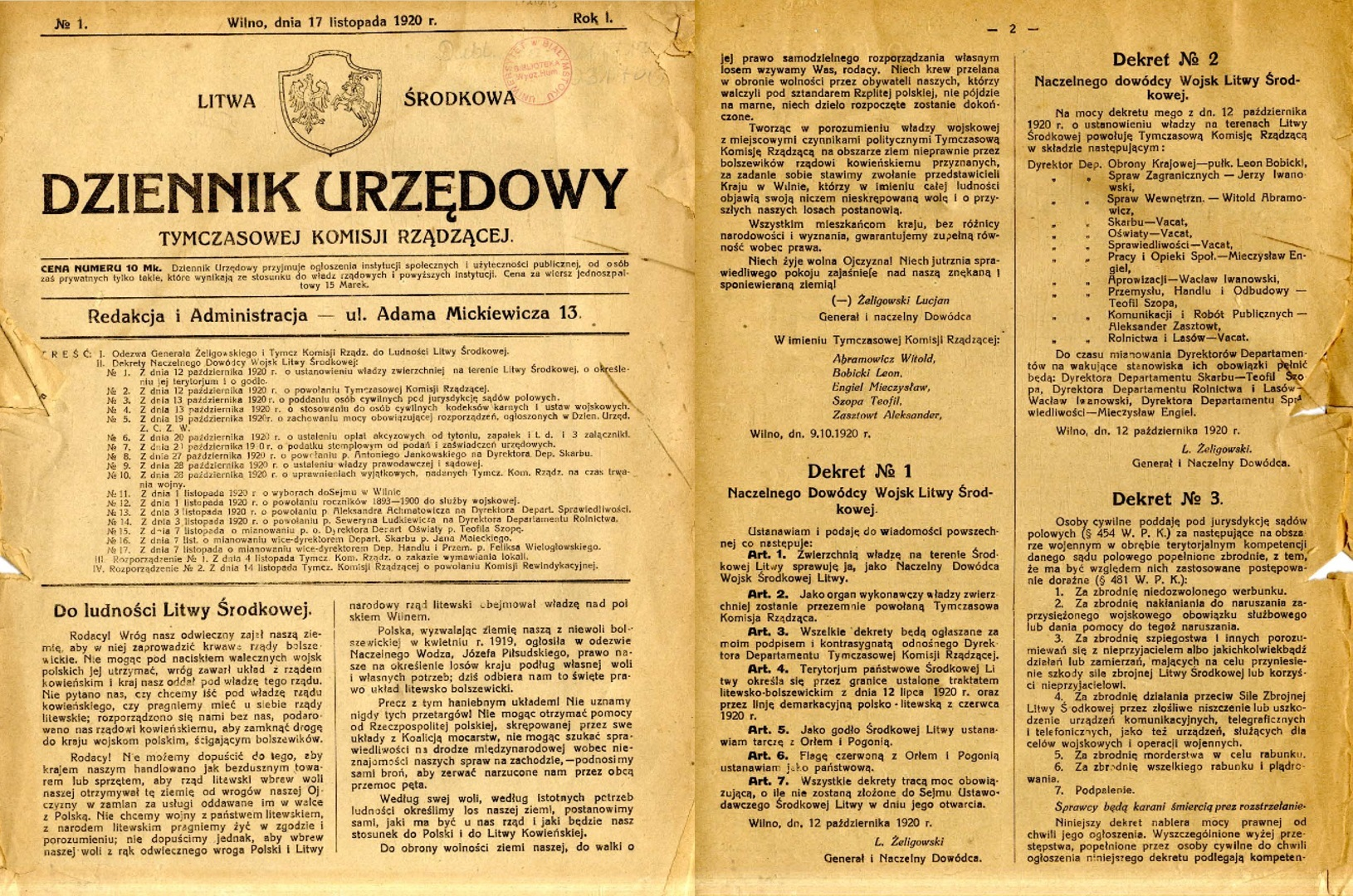
Первые страницы «Официального вестника Временной правящей комиссии» Срединной Литвы от 17 ноября 1920 г.

Согласно декрету № 1 от 12 октября 1920 года Верховного главнокомандующего войсками Срединной Литвы Люциана Желиговского, верховная власть принадлежала Верховному главнокомандующему, исполнительная власть — Временной правящей комиссии (пол. Tymczasowa Komisja Rządząca). Власть комиссии зависела от Желиговского, поскольку им определялась её компетенция и полномочия. Председателем её стал сначала Витольд Абрамович, сторонник польско-литовской федерации. Членами комиссии были Леон Бобицкий, Ежи Ивановский, Вацлав Ивановский и др.
Комендантом Вильно был назначен майор Станислав Бобятынский.
Аппарат управления формировался на основании декрета № 2 от 12 октября 1920 года: директором департамента охраны края назначался Леон Бобицкий, директором департамента иностранных дел — Ежи Ивановский, внутренних дел — Витольд Абрамович, труда и социальной охраны — Мечислав Энгель, промышленности, торговли и восстановления хозяйства — Теофиль Шопа, и др. Позднее Антоний Янковский стал директором департамента финансов, Станислав Косцялковский — просвещения, Северин Людкевич — сельского и лесного хозяйства, Александр Ахматович — юстиции. Александр Хоминский получил пост государственного контролёра, а также был президентом Главного Совета Союза Безопасности Края (СБК).
Недовольство населения деятельностью комиссии вызвало кризис. В январе 1921 года М. Энгель, А. Янковский, Е. Ивановский и Т. Шопа ушли в отставку. Председателем реорганизованной комиссии нового состава стал генерал Станислав Мокжецкий. После закулисных переговоров по инициативе Ю. Пилсудского декретом № 415 от 21 октября 1921 года генерал Желиговский назначил председателем комиссии Александра Мейштовича, а декретом № 419 передал ему всю верховную власть в Срединной Литве. Основной задачей Мейштовича было проведение выборов в представительный орган Срединной Литвы — сейм, который должен был решить её судьбу.

## Герб, флаг и другие атрибуты

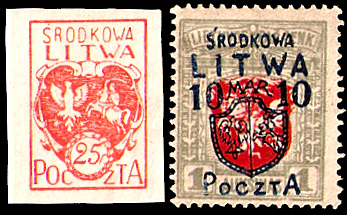
Марки Срединной Литвы (1920)

Герб Срединной Литвы устанавливался декретом № 1 от 12 октября 1920 года и изображал собой щит с Белым Орлом (традиционный геральдический символ Польши) на правой половине и Погоней (традиционный геральдический символ Литвы) на левой половине. Цвет флага был красным. Постоянные жители могли получить либо паспорт гражданина Срединной Литвы на польском и литовском языках, либо паспорт жителя Срединной Литвы иностранного происхождения на польском языке и еврейском или белорусском. Выпускались марки почты Срединной Литвы, начиная с трёх марок, вышедших 20 октября 1920 (выпущены в типографии LUX Людвика Хоминского с перфорацией и без неё, номиналы — 25 фенигов, одна и две польские марки).
Гимном стала песня «Клятва» (пол. Rota) на стихи Марии Конопницкой.
Вначале одновременно циркулировали различные валюты (марки польские и немецкие, русские денежные знаки). Декретом Желиговского от 12 марта 1921 года единственным законным средством платежа устанавливалась польская марка. Основу дефицитного бюджета Срединной Литвы составляли фактически безвозвратные займы Польши.

## Армия

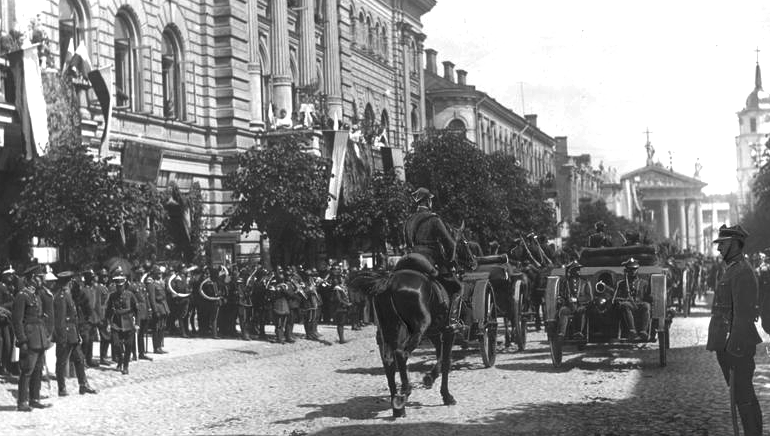
Празднование включения Вильнюсского края в Польшу, 1922

Участвовавшие в операции 8—9 октября части были преобразованы в 1-й корпус армии Срединной Литвы, пополнившись добровольцами и солдатами — уроженцами края, отобранными из 20-й пехотной дивизии (бывшей 2-й Литовско-белорусской дивизии) и откомандированными в Вильну. Однако вскоре возможности пополнения войсками и техникой иссякли. К марту 1921 года в распоряжении Желиговского было 17 343 воинов (включая 722 офицера), 366 пулемётов, 13 броневиков, 2 бронепоезда, 8 самолётов и пр.
В 1920—1922 годах границу польской Срединной Литвы часто нарушали группы боевиков и диверсантов со стороны независимой Литовской Республики. Проникали на территорию Средней Литвы также группы, связанные с Белорусской партией социалистов-революционеров (эсеров) и созданным с её помощью белорусским «эмигрантским правительством» в Ковно. Большевики также использовали территорию Литвы для засылки своих диверсантов. В 1924 году польскими властями был создан Корпус Охраны Пограничья (КОП).

## Сейм
Желиговский в воззвании 9 октября 1920 заявлял, что его цель — созыв в Вильне представителей края для выражения истинной воли населения. Однако первоначально назначенные на 9 января 1921 выборы были отложены. 28 октября 1921 года была назначена новая дата выборов — 8 января 1922 года. К участию допускались постоянные жители Срединной Литвы и уроженцы её территории. Среди 12 избирательных округов 3 находились на территории Польши (Лида, Василишки, Браслав) и 2 на территории Литвы (Ширвинты, Высокий Двор). Большинство литовцев по призыву лидеров литовского населения Срединной Литвы выборы бойкотировала. К бойкоту присоединилась часть белорусов и евреев. В выборах участвовало целых 64,4 % избирателей (249 325 человек). Из литовцев, имевших право голоса, проголосовало 8,2 %, из евреев — 15,3 %, из белорусов — 41 %. В виленском сейме 77 мандатов получили политические объединения, выступавшие за полную инкорпорацию Срединной Литвы в состав Польши, 22 — сторонники автономии в составе польского государства, 4 — сторонники федерации с Польшей (Демократическая партия) и лишь 3 — сторонники союза с литовским государством (Народный союз Возрождения). Заседания сейма начались 1 февраля 1922 года. На заседании 20 февраля 1922 сейм 96 голосами при 6 воздержавшихся (в некоторых изданиях цифры соответственно 101 и 3) принял резолюцию о безоговорочном включении Срединной Литвы в состав Польши.
22 марта 1922 года учредительный сейм в Варшаве принял Акт воссоединения Виленского края с Польской Республикой. 24 марта 1922 года Виленский Сейм был распущен (часть его депутатов была кооптирована в Сейм Польской Республики). 6 апреля варшавским Сеймом был принят закон об установлении государственной власти на Виленщине. 18 апреля 1922 года в Вильне при участии Начальника государства Юзефа Пилсудского, премьер-министра Антония Пониковского, примаса Польши Эдмунда Дальбора, генерала Люциана Желиговского состоялось торжественное подписание акта об установлении власти правительства Польши.
В 1926 году на территории Срединной Литвы и всего протуберанца Польши было сформировано Виленское воеводство.

## Полонизация
Политика польских властей была направлена на ассимиляцию национальных меньшинств, поэтому в системе образования преобладало обучение на польском языке. Немецкий генерал Э. Людендорф в своих воспоминаниях отмечал про желания поляков в годы немецкой оккупации: «Поляки очень скоро начали проявлять деятельность в области просвещения и хотели открыть в Вильно университет, но я это предложение отклонил». В 1919 году в городе Вильно был открыт университет имени Стефана Батория.
По проекту Юзефа Пилсудского польским правительством были выделены средства для строительства 200 типовых польских школ на Виленщине. Политика местной администрации была направлена на сокращение количества белорусских школ. Осенью 1919 года была закрыта 1-я Белорусская гимназия в местечке Будслав. В Национальном архиве Республики Беларусь хранится документ под названием «Список белорусских школ Средней Литвы, существовавших в феврале 1921 года (90 % которых потом были закрыты)».

## Конфессиональная политика
В духовном плане политика властей была направлена на всяческую поддержку польской католической церкви. Католическое духовенство являлось мощным фактором «ополячивания» местного белорусского населения. Ещё в годы Первой мировой войны немецкий генерал Э. Людендорф отмечал: «С литовским католическим духовенством у нас скоро наладились терпимые отношения, но польско-католическое было настроено враждебно… Польское духовенство было носителем польской национальной пропаганды. Даже под русским кнутом оно действовало чрезвычайно последовательно. С литовцами оно находилось ещё в борьбе, но белорусов уже положило на обе лопатки. Как русские это допустили, мне непонятно. С соизволения русских белорусы внимали слову божию не на родном, а на польском языке! Как русины в Восточной Галиции, так и здесь их братья подавлялись с помощью духовенства».
В Средней Литве католической конфессии возвращались храмы, отобранные российскими властями после подавления восстаний 1831 и 1863 годов. Например, православная церковь вместе с монастырским комплексом в Засвири была возвращена католикам. Вместе с тем, преследовались белорусские католические священники, которые выступали за чтение проповедей на родном языке (Адам Станкевич, Казимир Свояк, Франтишек Ромейко, Зенон Якуть).